# جامعة ليفربول جون موريس
جامعة ليفربول جون موريس هي جامعة بحثية عامة في مدينة ليفربول. يمكن للجامعة تتبع أصولها إلى مدرسة الفنون بميكانيكا ليفربول، التي تأسست عام 1823. اندمج هذا لاحقًا ليصبح بوليتكنك ليفربول. في عام 1992، بعد صدور قانون برلماني، أصبحت بوليتكنك ليفربول ما أصبح الآن جامعة ليفربول جون مورس. سميت على اسم السير جون مورس، رجل الأعمال المحلي والمحسن، الذي تبرع لمؤسسات السلائف بالجامعة.
كان لدى الجامعة 20,635 طالبًا في 2014/15 ، منهم 19,465 طالبًا جامعيًا و 4,655 طالب دراسات عليا.
وهي عضو في تحالف الجامعة والاتحاد الشمالي رابطة الجامعات الأوروبية.

## خريجون متميزون
- مارتين برنارد
- راشيل براون
- جوليان كوب
- اللورد إليس توماس
- كلير فوي
- زاك جيبسون
- جورج هوارث
- جون لينون ( البيتلز ) [6]
- أندي ميريفيلد
- ستيف مورجان
- مارغريت ميرفي
- محمد نشيد[7]
- خوان كارلوس أوسوريو
- روكسان باليت
- مايكل ريمر
- غاريث روبرتس